# 二列叶柃
二列叶柃（学名：Eurya distichophylla）为山茶科柃木属下的一个种。

## 扩展阅读
- 維基物種上的相關：二列叶柃